# Пропетиды

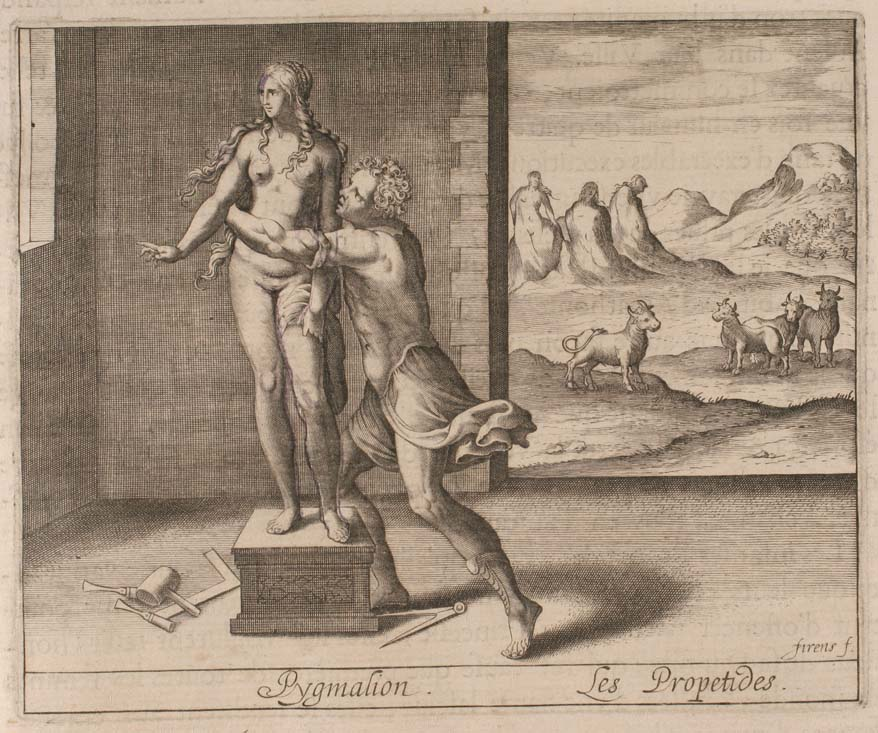
Гравюра 1651 года. На переднем плане изображён Пигмалион, на фоне — пропетиды

Пропетиды (лат. Propoetidas) — героини древнегреческой мифологии, рассказ о которых содержится в поэме Овидия «Метаморфозы». Из города Амафунта на Кипре. Приносили в жертву путников. Из-за гнева Афродиты они стали торговать своим телом, затем превращены в камни. Также упоминается, что Афродита превратила их в коров.